# Liste der Straßen und Brücken in Hamburg-Moorfleet

Lage von Moorfleet in Hamburg und im Bezirk Bergedorf (hellrot)

Die Liste der Straßen und Brücken in Hamburg-Moorfleet ist eine Übersicht der im Hamburger Stadtteil Moorfleet vorhandenen Straßen und Brücken. Sie ist Teil der Liste der Verkehrsflächen in Hamburg.

## Überblick
In Moorfleet (Ortsteilnummer 612) leben 1178 Einwohner (Stand: 31. Dezember 2023) auf 4,5 km². Moorfleet liegt im Postleitzahlenbereich 22113.
In Moorfleet gibt es 20 benannte Verkehrsflächen, darunter zwei Brücken.

## Übersicht der Straßen
Die nachfolgende Tabelle gibt eine Übersicht über alle benannten Verkehrsflächen im Stadtteil sowie einige dazugehörige Informationen. Im Einzelnen sind dies:
- Name/Lage: aktuelle Bezeichnung der Straße. Über den Link (Lage) kann die Straße auf verschiedenen Kartendiensten angezeigt werden. Die Geoposition gibt dabei ungefähr die Mitte an. Bei längeren Straßen, die durch zwei oder mehr Stadtteile führen, kann es daher sein, dass die Koordinate in einem anderen Stadtteil liegt.
- Straßenschlüssel: amtlicher Straßenschlüssel, bestehend aus einem Buchstaben (Anfangsbuchstabe der Straße) und einer dreistelligen Nummer.
- Länge/Maße in Metern:
Hinweis: Die in der Übersicht enthaltenen Längenangaben sind nach mathematischen Regeln auf- oder abgerundete Übersichtswerte, die im Digitalen Atlas Nord[1] mit dem dortigen Maßstab ermittelt wurden. Sie dienen eher Vergleichszwecken und werden, sofern amtliche Werte bekannt sind, ausgetauscht und gesondert gekennzeichnet.
Bei Plätzen sind die Maße in der Form a × b bei rechteckigen Anlagen oder a × b × c bei dreiecksförmigen Anlagen mit a als längster Kante dargestellt.
Der Zusatz (im Stadtteil) gibt an, wie lang die Straße innerhalb des Stadtteils ist, sofern sie durch mehrere Stadtteile verläuft.
- Namensherkunft: Ursprung oder Bezug des Namens.
- Datum der Benennung: Jahr der offiziellen Benennung oder der Ersterwähnung eines Namens, bei Unsicherheiten auch die Angabe eines Zeitraums.
- Anmerkungen: Weitere Informationen bezüglich anliegender Institutionen, der Geschichte der Straße, historischer Bezeichnungen, Baudenkmale usw.
- Bild: Foto der Straße oder eines anliegenden Objektes.

| Name/Lage                        | Straßen- schlüssel | Länge/Maße (in Metern) | Namensherkunft                                                                                  | Datum der Benennung | Anmerkungen | Bild                                 |
| -------------------------------- | ------------------ | ---------------------- | ----------------------------------------------------------------------------------------------- | ------------------- | --- | ------------------------------------ |
| Amandus-Stubbe-Straße ()         | A685               | 1265                   | Amandus Stubbe (1859–1933), Domänenpächter und 40 Jahre Mitglied der Hamburgischen Bürgerschaft | 1999                | | Amandus-Stubbe-Straße                |
| Am Vogelschutzgehölz (Lage)      | A350               | 0400                   | nach der Lage am Vogelschutzgehölz                                                              | 1957                | In der Grundkarte nicht aufgeführt, die Lage des Weges lässt sich dort nur erahnen.                                                                                        | Am Vogelschutzgehölz                 |
| Andreas-Meyer-Straße (Lage)      | A426               | 1985 (im Stadtteil)    | Franz Andreas Meyer (1837–1901), Bauingenieur                                                   | 1924                | nur Grundstücksflächen von Moorfleeter Deich bis Unterer Landweg auf der südöstlichen Seite in Moorfleet, ansonsten in Billbrook, insbesondere die komplette Straßenfläche | Andreas-Meyer-Straße                 |
| Boehringerweg (Lage)             | B439               | 0125                   | Albert Boehringer (1861–1939), Unternehmer                                                      | 1955                | | Boehringerweg                        |
| Brennerhof (Lage)                | B597               | 1295                   | nach einer volkstümlichen Bezeichnung aufgrund einer Brennerei, die an der Straße lag           | 1927                | | Brennerhof                           |
| Brennerhofbrücke (Lage)          | B834               | 0100                   | in Anlehnung an die Straße Brennerhof                                                           | 1979                | überquert im Zuge des Brennerhofs die A 1 in Höhe des Autobahndreiecks Hamburg-Südost                                                                                      | Brennerhofbrücke (Hamburg-Moorfleet) |
| Feldhofe (Lage)                  | F059               | 0060 (im Stadtteil)    | nach der Flurbezeichnung „Feldhufe“                                                             | 1950                | östlicher Teil in Billwerder | Feldhofe (Moorfleet)                 |
| Hein-Baxmann-Stieg (Lage)        | H283               | 0195                   | Hein Baxmann (um 1580–1647), Bildhauer                                                          | 1963                | | Hein-Baxmann-Stieg                   |
| Holzhafenufer (Lage)             | H756               | 0340                   | nach der Lage zum ehemaligen Holzhafen führend                                                  | 1978                | | Holzhafenufer                        |
| Kneidenweg (Lage)                | K290               | 0550                   | nach dem Ausdruck Kneide (oder Kneie) für den Weidenbaum                                        | 1955                | | Kneidenweg                           |
| Moorfleeter Brückenstraße (Lage) | M260               | 0185                   | nach der Lage im Stadtteil zur Tatenberger Brücke führend                                       | 1948                | | Moorfleeter Brückenstraße            |
| Moorfleeter Deich (Lage)         | M261               | 4095 (im Stadtteil)    | nach Lage und Funktion im Stadtteil                                                             | 1955                | kurzer nördlicher Teil in Billbrook, südlich des Schöpfwerksgrabens Eichbaum in Allermöhe                                                                                  | Moorfleeter Deich                    |
| Moorfleeter Hauptdeich (Lage)    | M357               | 0700 (im Stadtteil)    | nach Lage und Funktion im Stadtteil                                                             | 1970                | westlicher Teil in Rothenburgsort | Moorfleeter Hauptdeich               |
| Moorfleeter Kirchenweg (Lage)    | M262               | 0685                   | nach der Funktion zur Moorfleeter St. Nikolaikirche führend                                     | 1948                | | Moorfleeter Kirchenweg               |
| Moorfleeter Schleusenweg (Lage)  | M263               | 0220                   | nach der Lage im Stadtteil zur Tatenberger Schleuse führend                                     | 1963                | | Moorfleeter Schleusenweg             |
| Neue Feldhofe (Lage)             | N241               | 0465 (im Stadtteil)    | in Anlehnung an die Straße Feldhofe                                                             | 2001                | nördlich der Straße Feldhofe in Billbrook | Neue Feldhofe                        |
| Sandwisch (Lage)                 | S053               | 1015                   | nach einer Flurbezeichnung                                                                      | 1927                | niederdeutsch Wisch = Wiese | Sandwisch                            |
| Tatenberger Brücke (Lage)        | –                  | 0080 (im Stadtteil)    | nach der Funktion über die Tatenberger Schleuse führend                                         | 1961                | verläuft im Zuge des Tatenberger Wegs; südlicher Teil in Tatenberg | Tatenberger Brücke (Moorfleet)       |
| Tatenberger Weg (Lage)           | T031               | 0365 (im Stadtteil)    | Hamburger Stadtteil Tatenberg                                                                   | 1927                | ab Mitte der Tatenberger Brücke in Tatenberg | Tatenberger Weg (Moorfleet)          |
| Vorlandring (Lage)               | V115               | 0240                   | in Anlehnung an den Vorlandweg, der heute offenbar nicht mehr existiert                         | 1956                | | Vorlandring                          |

## Sonstiges
Ebenfalls im Straßen- und Gebietsverzeichnis (ohne Straßenschlüssel) ist der Holzhafengraben aufgeführt, ein Entwässerungsgraben, der am Ende der Alten Dove-Elbe in südlicher Richtung zunächst unter der A 1 hindurchfließt und nach etwa 550 Metern in Höhe eines Golfplatzes endet. Der Holzhafengraben bildet hier die westliche Grenze Moorfleets zum benachbarten Rothenburgsort.(Lage)